# Арпашу-де-Сус
Арпашу-де-Сус (рум. Arpașu de Sus) — село у повіті Сібіу в Румунії. Входить до складу комуни Арпашу-де-Жос.
Село розташоване на відстані 185 км на північний захід від Бухареста, 37 км на схід від Сібіу, 139 км на південний схід від Клуж-Напоки, 77 км на захід від Брашова.

## Населення
За даними перепису населення 2002 року у селі проживали 1285 осіб, з них 1281 особа (99,7%) румунів. Рідною мовою 1283 особи (99,8%) назвали румунську.